# Massimo Pradella
Massimo Pradella est un chef d'orchestre italien né le 5 décembre 1924 à Ancône et mort le 23 octobre 2021 à Rome.

## Biographie
Massimo Pradella naît le 5 décembre 1924 à Ancône,,.
Il étudie au Conservatoire Sainte-Cécile de Rome, le piano avec Carlo Zecchi, le violon avec Remy Prìncipe et la composition avec Goffredo Petrassi, et joue comme violoniste ou altiste au sein de différents orchestres à partir de 1945,.
Entre 1951 et 1953, il travaille la direction d'orchestre avec Bernardino Molinari et Fernando Previtali, avant de faire ses débuts de chef à Rome en 1954,.
Massimo Pradella dirige l'Orchestre symphonique de la RAI de Milan entre 1959 et 1963 puis est chef permanent de l'Orchestre Alessandro Scarlatti de Naples entre 1964 et 1971.
Il mène ensuite une activité de chef invité à la tête des principaux orchestres italiens, où il est spécialisé dans l'interprétation de la musique du XXe siècle, et collabore avec des solistes tels que Salvatore Accardo, Claudio Arrau, Pierre Fournier, Emil Gilels, Mieczyslaw Horszowski, Wilhelm Kempff, Ralph Kirkpatrick, Leonid Kogan, Maurizio Pollini et Uto Ughi,.
Massimo Pradella meurt le 23 octobre 2021 à Rome, à l'âge de 96 ans,.